# Brocchinia micrantha
Espèce
Classification APG III (2009)
Classification phylogénétique
Synonymes
- Brocchinia andreana Baker
- Brocchinia cordylinoides Baker
- Brocchinia demerarensis Baker
- Cordyline micrantha Baker

Brocchinia micrantha est une espèce de plantes à fleurs de la famille des Bromeliaceae, originaire d'Amérique du Sud.

## Synonymes
- Brocchinia andreana Baker[1]
- Brocchinia cordylinoides Baker[2]
- Brocchinia demerarensis Baker[3]
- Cordyline micrantha Baker[4]

## Taxonomie
La diagnose a été publiée par le botaniste Carl Christian Mez en 1894 dans Flora Brasiliensis 3.

## Description
Brocchinia micrantha est une espèce géante de Bromeliaceae mesurant environ 5 mètres de hauteur et jusqu'à 8 mètres avec l'inflorescence. Les feuilles sont disposées en rosette et le centre de la plante peut contenir plusieurs litres d'eau. Les feuilles peuvent mesurer jusqu'à 1,20 mètre de longueur et de 15 à 35 centimètres de largeur.

## Distribution et habitat

### Distribution
L'espèce se rencontre au Guyana et au Venezuela.

### Habitat
L'espèce se rencontre entre 500 et 1 200 mètres d'altitude dans les forêts de nuage dans le sud-est du Venezuela et les régions avoisinantes du Guyana et croît sur et dans les aspérités des grès. Elle partage le même type d'habitat que Brocchinia paniculata qui se rencontre entre 200 et 1 500 mètres d'altitude à cheval sur le Venezuela et la Colombie.